# The Dresden Doll
The Dresden Doll est un court métrage d'animation américain de la série Out of the Inkwell, réalisé par Max Fleischer et sorti en 1922.

## Fiche technique
- Titre : The Dresden Doll
- Réalisateur : Max Fleischer
- Pays de production :  États-Unis
- Genre : animation, comédie
- Durée : 7 min
- Date de sortie :
  - États-Unis : 7 février 1922